# Dípigo
Dípigo é uma anomalia fetal caracterizada pela existência de duas bacias e quatro membros inferiores. De di- e do grego pygé nádega. Nessa síndrome, o problema ocorre quando gêmeos no ventre materno não conseguem se separar corretamente. Porém ao contrário dos siameses, as partes nascem duplicadas da cintura para baixo. O caso mais famoso de Myrtle Corbin, que nasceu com tudo duplicado do umbigo para baixo. Ela até engravidou do útero esquerdo.